# Keolis Courriers de l'Île-de-France
Pour les articles homonymes, voir CIF.
Keolis CIF, également connu sous le nom des Courriers de l'Île-de-France  ou encore sous le sigle CIF, est une entreprise de transport en commun de la région parisienne qui exploite des lignes de bus au nord-est de la région Île-de-France et au sud des Hauts-de-France.

## Histoire
Keolis CIF n'a jamais été une entreprise de transport indépendante. La société est née de la volonté du grand groupe de transports que représentait la Société générale des transports départementaux (SGTD) d'améliorer sa présence dans le nord de la région parisienne. Fondée en 1919 et active dans de nombreuses régions françaises, la SGTD n'y gérait que deux entreprises vers le milieu des années 1950 : la Compagnie des Transports Urbains d’Argenteuil (CTU) et les Courriers de Seine-et-Oise (CSO). C'était l'époque de l'expansion rapide de la grande banlieue nord de Paris. En 1956, la SGTD rachète donc trois entreprises de transport routier de voyageurs dans le secteur géographique visé :
- Cuisinier–Marseille, à Moussy-le-Neuf (Seine-et-Marne) - 40 autocars ;
- Collin, à Puiseux-en-France (Seine-et-Oise) - 15 autocars ;
- Huyghes, à Mortefontaine (Oise) - 10 autocars[1].

La création des CIF devient effective le 1er octobre 1956 en tant que filiale de la SGTD. Le siège social est établi dans le 19e arrondissement de Paris, près du métro Stalingrad, quai de Seine. Le mode d'exploitation des anciennes entreprises familiales reste inchangé pendant les deux premières années seulement : depuis les petites communes de la grande banlieue, des cars se rendent à Paris (Porte de la Villette) ou à Saint-Denis (Carrefour Pleyel) et en reviennent le soir. Dans ce cas, la maintenance peut uniquement s'effectuer tard dans la soirée ou pendant la nuit, dans la commune d'affectation respective des autocars. Entre-temps, les CIF font construire un nouveau dépôt central à La Plaine Saint-Denis, avenue du Président-Wilson. Avec sa mise en service en 1958, la maintenance peut désormais s'effectuer pendant la journée.
Simultanément avec l'expansion de la banlieue et la création de nouveaux quartiers, le réseau s'agrandit progressivement. L'ancienne exploitation avec des lignes desservant directement Paris subsiste dans un premier temps, la circulation automobile sur les grandes routes n'étant pas encore dissuasive et l'efficacité de la desserte ferroviaire de la banlieue éloignée n'étant pas comparable à celle du réseau express régional (RER). Bien entendu, des lignes de rabattement sur des gares SNCF existent aussi, et ce depuis le début du chemin de fer dans la région, moyennant des omnibus hippomobiles. En 1971, la SGTD fusionne avec la Société des Transports Automobiles (STA) et devient VIA-GTI. Trois ans plus tard, la flotte des autocars des CIF aura doublé par rapport à l'année de fondation, mais le parcours kilométrique annuel se sera multiplié par huit en passant de 800 000 km à 6 500 000 km, soit environ 170 km par jour ouvrable et par véhicule au lieu de 45 km. Ce chiffre illustre bien à quel point l'exploitation avait gagné en efficacité.
La Plaine Saint-Denis s'avère de plus en plus inadapté comme base d'exploitation dans le nouveau contexte urbanistique, qui fait que les portes de Paris ne sont quasiment plus desservies directement depuis le nouveau département du Val-d'Oise et depuis la Seine-et-Marne. L'importance du nouvel aéroport de Paris-Charles-de-Gaulle et sa situation géographique au centre de la zone desservie par les CIF furent sans doute les raisons pour le choix du Mesnil-Amelot comme nouveau siège de l'entreprise. La nouvelle base d'exploitation avec les bureaux de l'administration est inaugurée en 1980, et le dépôt de La Plaine-Saint Denis abandonné. Au cours des 30 années qui suivent, la flotte de Keolis CIF double encore une fois, et le réseau s'agrandit tant par l'absorption d'autres lignes existantes que par la création de lignes supplémentaires. Maintenant, ce sont de plus en plus les lignes tangentielles de transport interurbain qui sont décisives pour la croissance, dont la mission est souvent de relier de différentes villes à l'aéroport de Roissy et de pallier les lacunes du réseau Transilien.
En 2001, VIA-GTI est racheté par la SNCF et fusionné avec ses filiales Cariane et SCETA pour devenir Keolis. C'est ainsi que Keolis CIF est devenue la filiale de Keolis qu'ils sont encore à ce jour (2011). La dernière ligne subsistante de l'ancienne exploitation des débuts des CIF disparaît sur le territoire francilien en janvier 2007 par manque de fréquentation: c'est la ligne 10 Roissypôle - Louvres - Senlis - Compiègne suivant le cours de la N 17, déjà amputée de sa première section depuis Saint-Denis - Porte de Paris (métro de Paris). Auparavant, la ligne avait été reprise par CabAro du groupe VIA-GTI puis Connex (aujourd'hui Transdev). Elle se limite aujourd'hui au tronçon Senlis - Compiègne et est exploitée par Keolis Oise. Reste cependant une ligne ayant son terminus au marché de Saint-Denis, la ligne 11 depuis Goussainville (ligne associée RATP-CIF).
Jusqu'en 2017, CIF exploitait Filéo qui a ensuite été repris par Keolis Mobilité Roissy.

### Ouverture à la concurrence
Le 1er août 2022, à la suite de l'ouverture à la concurrence des transports en commun en Île-de-France, la ligne 777 est intégrée au nouveau réseau de bus Meaux et Ourcq en passant sous l'exploitation de Transdev Marne-et-Ourcq. Le 1er janvier 2023, c'est au tour des lignes 1, 15, 39, 40, 43, 44, 45, 349 (avec fin de l'exploitation en pool avec la RATP) et T'bus 1, 2 et 3 de rejoindre le réseau de bus Terres d'Envol à la suite de l'ouverture à la concurrence.
Le 1er août 2023, les lignes 11, 11.5, 12 ZI, 27, 30B, 30D, 31, 32, 32ZA, 33, 34, Express 93, G’bus, Vitavil sont intégrées au Réseau de bus Roissy Ouest et les lignes 3A, 16, 17, 18, 19, 21, 22, 23, 24, 71, 116, 171, 701, 702, 703, 704, 705, 707, 708, 709, 710, 711, 749, 751, 753, 755 et 756 sont intégrées au Réseau de bus Roissy Est, exploitées par de nouvelles sociétés rattachées à Keolis, créées pour l’occasion. La ligne 32A est supprimée à cette date tandis que l'exploitation en pool avec la STBC des lignes 3 et 3s du réseau de bus Apolo 7 prend fin, la STBC conserve seule l'exploitation des lignes.
Le 1er janvier 2024, les lignes 12, 12.1, 14, 14.1, 38, 46, 47, 48, 49 et 50 rejoignent le réseau de bus Haut Val-d'Oise exploité par une autre filiale de Keolis.
En janvier 2025, l'entreprise est renommée Keolis Maintenance Services, nom suggérant une réorientation vers la maintenance et non plus l'exploitation de lignes régulières.

## Présentation

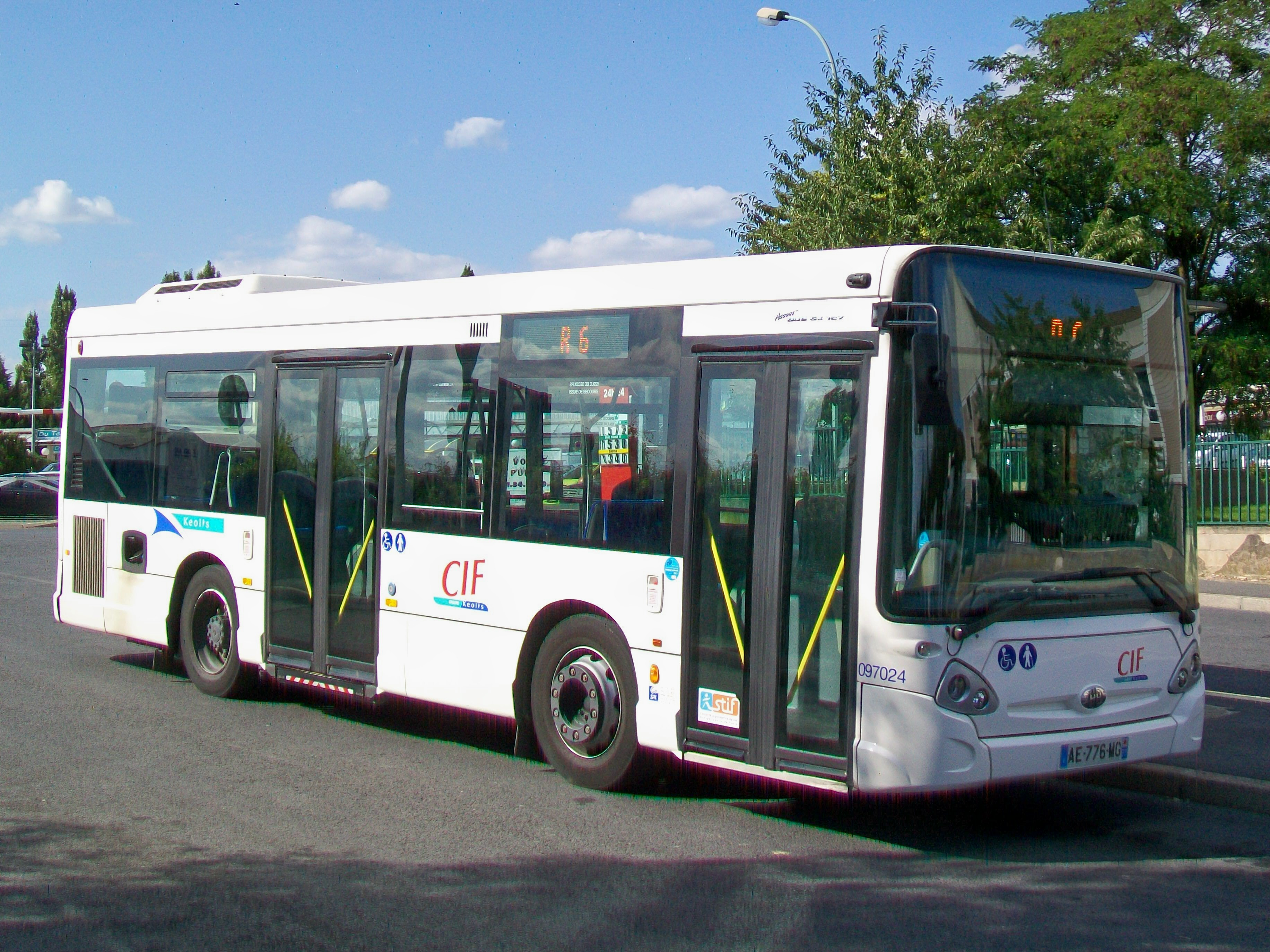
Bus Heuliez GX 127 à la gare de Louvres.

Keolis CIF, également connus sous le sigle CIF, est une entreprise de transport en commun de la région parisienne (France), faisant partie du groupe Keolis. Elle exploitait avant l'ouverture à la concurrence des lignes de bus dans les départements de Seine-et-Marne, de la Seine-Saint-Denis et du Val-d'Oise. Avec 342 véhicules, 17 millions de kilomètres parcourus et 24 millions de voyageurs transportés par an, le réseau Keolis CIF est la troisième entreprise de transports urbains en Île-de-France et la première entreprise de transports urbains privée de la région. Keolis CIF est aussi la première entreprise de transports urbains privée à avoir certifié des lignes scolaires (lignes 29 et 50). Enfin, la ligne régulière Mobilien 15, qui accueille chaque année cinq millions de voyageurs, a été certifiée AFNOR.
Le siège social de Keolis CIF est situé au Mesnil-Amelot en Seine-et-Marne depuis 1980. La flotte de plus de 340 véhicules est répartie sur trois unités d'exploitation, Dammartin-en-Goële, Goussainville et Tremblay-en-France. Des dépôts de proximité y existent également qui sont subordonnés à ces bases d'exploitation. Ainsi, la desserte de plus de cent communes dans les départements de la Seine-Saint-Denis, de Seine-et-Marne, du Val-d'Oise et de l'Oise est assurée.
Les différentes lignes du réseau Keolis CIF peuvent être classées de la façon suivante, l'ouverture à la concurrence ayant progressivement réduite les activités des CIF :
- lignes à vocation scolaire : elles ne circulent que les jours scolaires et n'admettent pas d'autres voyageurs que les élèves ; contrairement aux lignes régulières à vocation scolaire que l'on trouve sur les autres réseaux de bus. Par ailleurs, les lignes urbaines et interurbaines comptent également des services scolaires, qui ne sont pas accessibles aux voyageurs autres que les élèves.
- lignes des parcs d'attractions : desserte du Parc Astérix et de La Mer de Sable ; ces lignes sont exploitées par les CIF pour leur propre compte et ne sont pas financées par Île-de-France Mobilités (IDFM).

## Galerie photographique

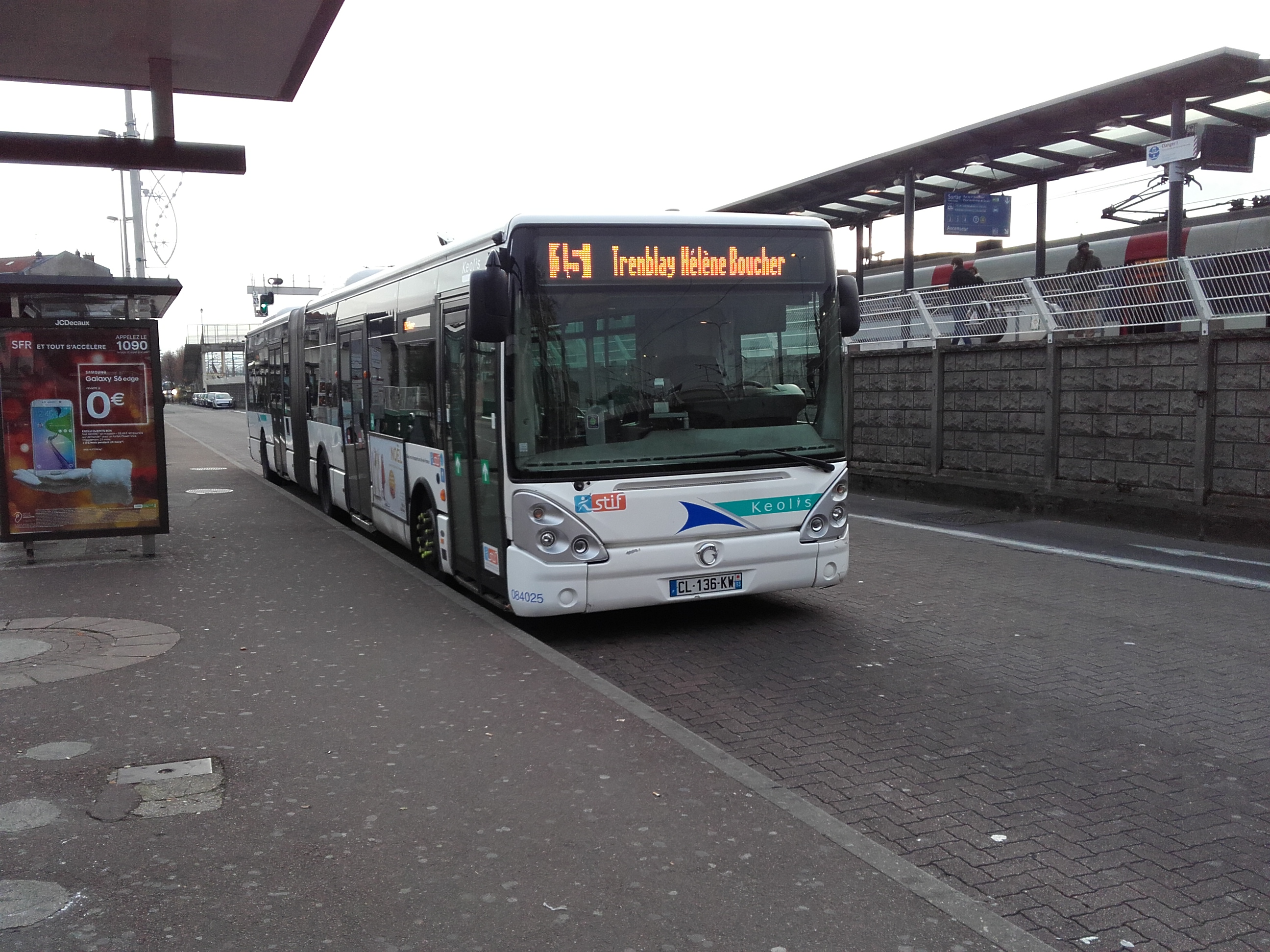
Irisbus-Ivéco Citélis 18, mis en service en 2008.
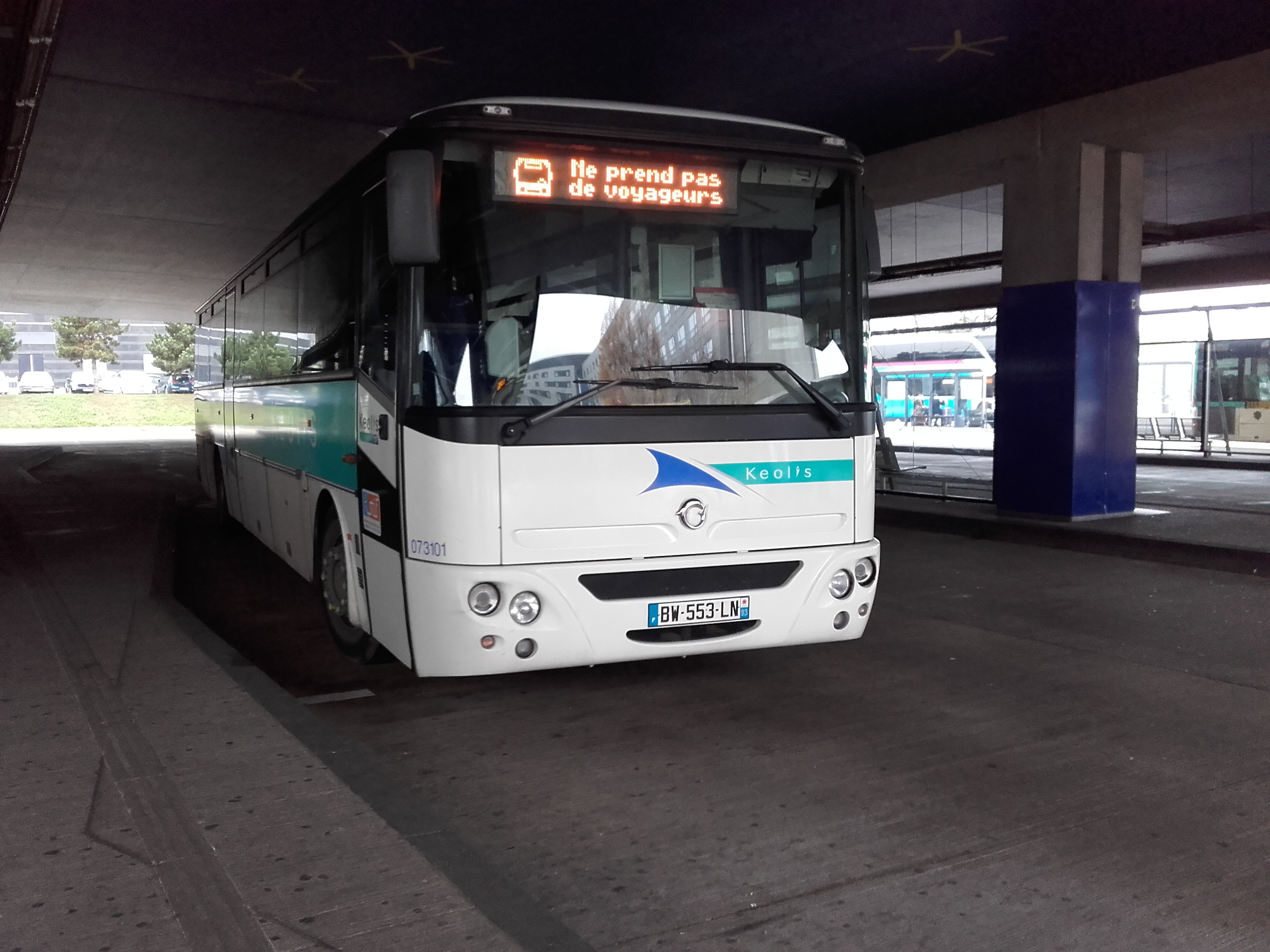
Irisbus-Iveco Axer, mis en service en 2007.
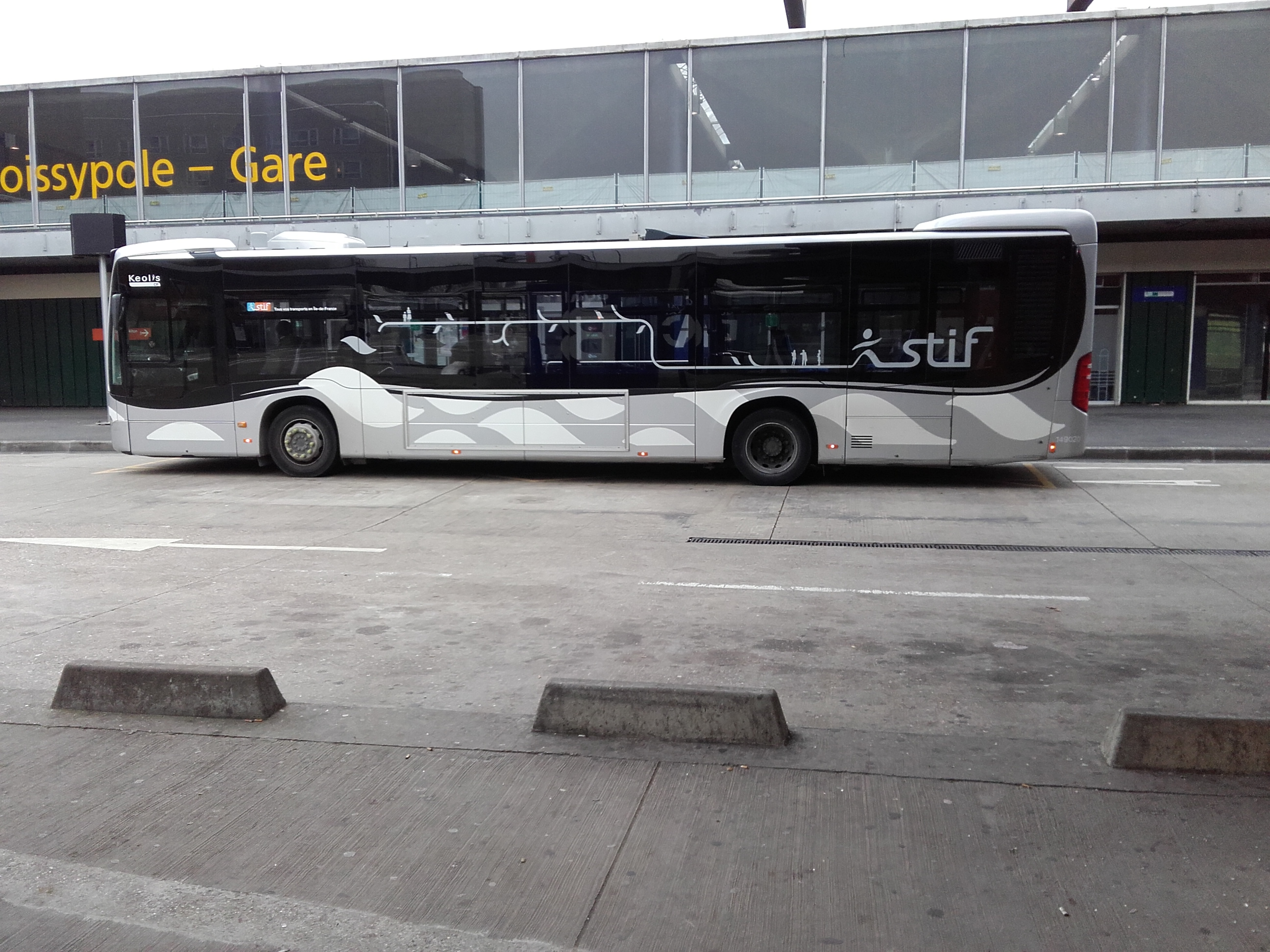
Mercedes Citaro C2, mis en service en 2014.
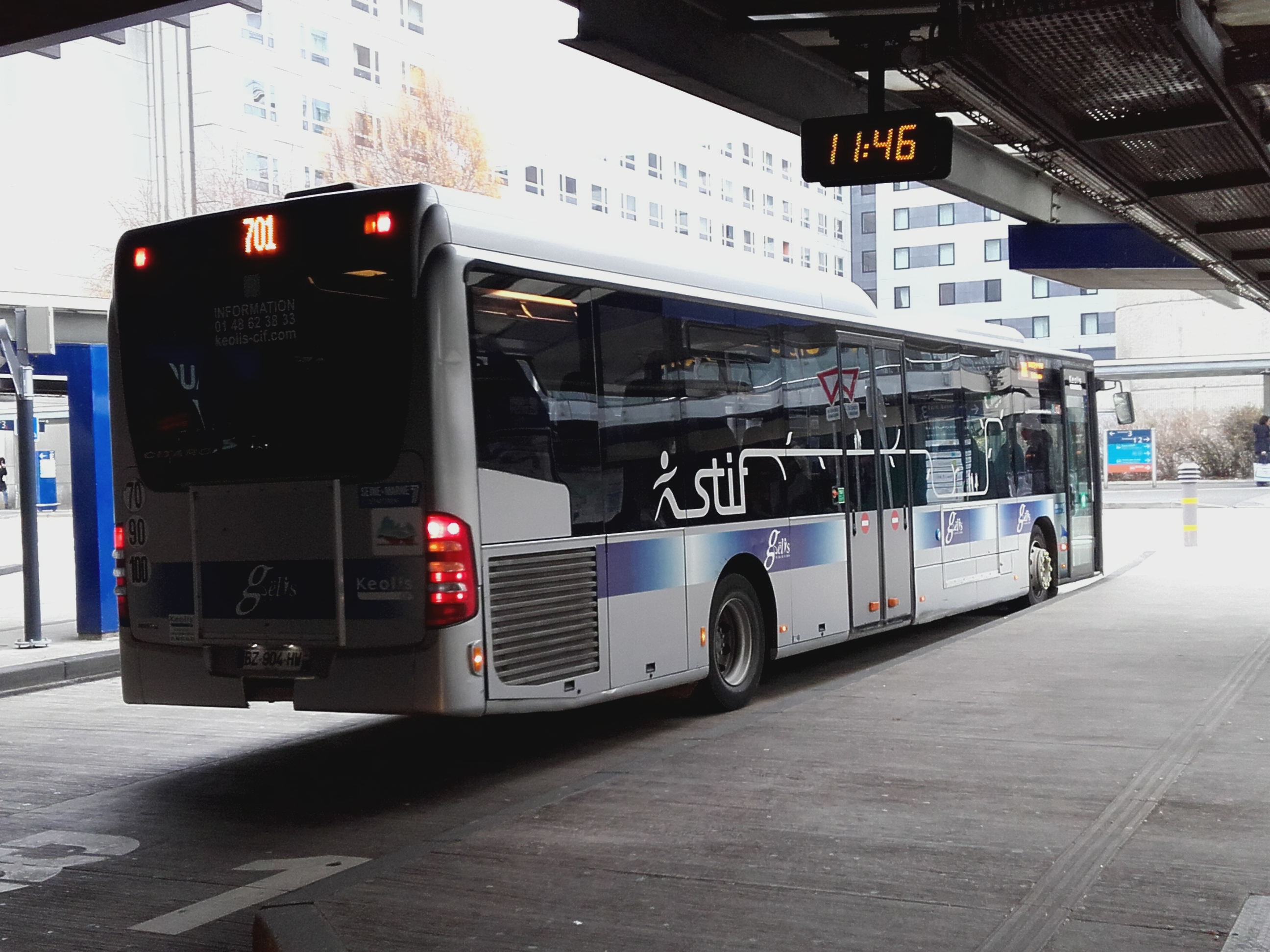
Mercedes Citaro II LE du réseau Goëlys, mis en service en 2011.
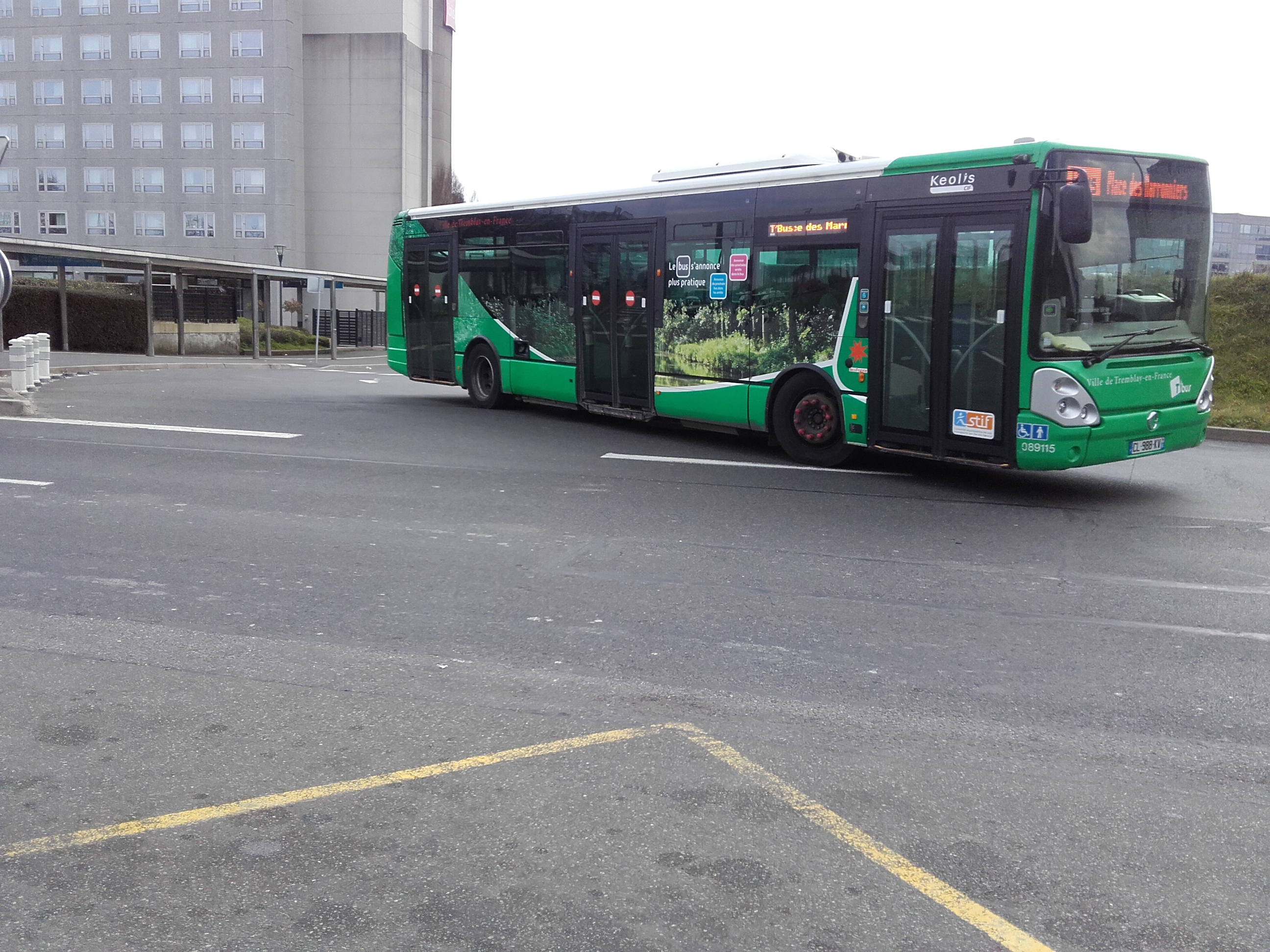
Irisbus-Iveco Citelis 12 du réseau T'bus, mis en service en 2008.

## Identité visuelle

Ancien logo de Keolis CIF.
Logo de Keolis CIF jusqu'en 2017.
Logo du réseau Goëlis.
Nouveau logo Keolis CIF depuis le changement du logo de Keolis en 2017.